# Publicitat nativa
La publicitat nativa és un mètode de publicitat en línia en què l'anunciant intenta captar l'atenció publicant contingut en el context de l'experiència d'usuari. Els formats de la publicitat nativa coincideixen tant en forma com en funció amb l'experiència d'usuari en què es col·loquen. La intenció de l'anunciant és fer que la publicitat sigui menys intrusiva i, per tant, augmenti la probabilitat que els usuaris hi cliquin. La paraula "nativa" fa referència al format dels materials publicitaris, que prenen una forma consistent amb la resta de materials de l'univers del destinatari.

## Formes
Una forma de publicitat nativa, contingut de marca produït per l'editor, és semblant en concepte a un anunci redactorial tradicional, que és un emplaçament pagat que intenta semblar un article. Un anunci natiu sol ser menys obvi que la majoria d'anuncis redactorials.
Entre els formats de la publicitat nativa hi ha vídeos promocionals, imatges, articles, música i altres materials. Alguns exemples d'aquesta tècnica són l'optimització publicitària (els anuncis que apareixen al costat dels resultats de cerca són natius de l'experiència de cerca) i Twitter, amb piulades, tendències i usuaris promocionats. Altres exemples són les històries promocionades de Facebook o els apunts promocionats de Tumblr. El màrqueting de continguts és una altra modalitat de publicitat nativa, en què es col·loca el contingut patrocinat al costat del contingut editorial o mostrant "altres continguts que et podrien interessar".

## Plataformes
- Les plataformes tancades són marques que creen perfils i/o contingut dins una plataforma, i després promocionen aquest contingut dins de la mateixa plataforma tancada. Alguns exemples són les piulades patrocinades de Twitter, les Històries patrocinades de Facebook o els anuncis de City, Vivas i TrueView Video que es mostren a YouTube. Els grans editors, com ara el Washington Post, han començat a introduir recentment els seus propis formats de publicitat nativa.[5]
- Les plataformes obertes es caracteritzen per promocionar la mateixa part de contingut de marca en diverses platafomes en format d'anunci natiu. A diferència de les plataformes tancades, el contingut de marca surt fora de la plataforma.
- Les plataformes híbrides permeten als editors instal·lar un mercat privat alhora que tenen l'opció de permetre als anunciants d'altres plataformes oferir-se en el mateix inventori ja sigui mitjançant les vendes directes o programant-ho mitjançant Real-Time Bidding (RTB).